# José Sánchez Rodríguez
José Sánchez Rodríguez (n. 1898) va ser un militar espanyol que va participar en la Guerra civil.

## Biografia
Va néixer a la localitat navarresa de Lerín, el 19 de març de 1898. Militar professional, pertanyia a l'arma d'enginyers i estava diplomat en Estat Major. Va prendre part en la Guerra del Rif. Després de l'esclat de la Guerra civil, al juliol de 1936, es va mantenir fidel a la República i es va integrar en el nou Exèrcit republicà. Al desembre de 1937 va ser nomenat cap d'Estat Major del V Cos d'Exèrcit, unitat elit de l'Exèrcit republicà. Al maig de 1938 va ser ascendit al rang de tinent coronel per mèrits de guerra, i poc després seria nomenat cap d'Estat Major del nou Exèrcit de l'Ebre. Va tenir un paper rellevant durant la batalla de l'Ebre.
Després del final de la contesa va marxar a l'exili, instal·lant-se a Puebla (Mèxic).